# Eusko Sozialistak
Eusko Sozialistak fou un partit polític basc d'ideologia socialista i nacionalista basca, actiu durant la Transició. Format el 1975, formà part de la Federació de Partits Socialistes, però acabà integrant-se, el 1977, a HASI (Herri Alderdi Sozialista Iraultzailea), qui alhora formaria part de la coalició Herri Batasuna el 1978. Els seus dirigents eren Javier Alonso i Mikel Salaberri.